# Ağlarca, Han
Ağlarca là một xã thuộc huyện Han, tỉnh Eskişehir, Thổ Nhĩ Kỳ. Dân số thời điểm năm 2011 là 34 người.